# يوجين مكارثي
يوجين جوزيف مكارثي (بالإنجليزية: Eugene McCarthy)‏ (29 مارس 1916 - 10 ديسمبر 2005) سياسي أمريكي وشاعر من ولاية مينيسوتا. خدم في مجلس النواب الولايات المتحدة من عام 1949 إلى 1959 ومجلس الشيوخ الأمريكي من عام 1959 إلى 1971. سعى مكارثي للحصول على الترشيح الديمقراطي في الانتخابات الرئاسية عام 1968، متحدياً ليندون بي. جونسون صاحب المنصب على برنامج مناهض لحرب فيتنام. سعى مكارثي للرئاسة خمس مرات، لكنه لم يفز أبدًا.
وُلد ماكارثي في واتكينز، مينيسوتا، وأصبح أستاذاً في الاقتصاد بعد حصوله على درجة الدراسات العليا من جامعة مينيسوتا. عمل مفككًّا للشيفرات لصالح وزارة الحرب الأمريكية خلال الحرب العالمية الثانية. أصبح مكارثي عضوًا في حزب العمال المزارعين الديمقراطيين في مينيسوتا (الحزب الديمقراطي التابع للدولة) وفاز في انتخابات مجلس النواب في عام 1948. خدم حتى الفوز في انتخابات مجلس الشيوخ في عام 1958. كان مكارثي من أبرز الداعمين لأدلاي ستيفنسون الثاني للترشيح الرئاسي الديمقراطي في عام 1960 وكان هو نفسه مرشحًا بمثابة نائب للرئيس الديمقراطي في عام 1964. شارك في دعم قانون الهجرة والجنسية لعام 1965، رغم أنّه أعرب عن أسفه لاحقًا بشأن تأثير مشروع القانون وأصبح عضوًا في اتحاد إصلاح الهجرة الأمريكية.
مع تقدم الستينيات من القرن العشرين، ظهر مكارثي معارضًا بارزًا لطريقة تعامل الرئيس جونسون مع حرب فيتنام. بعد رفض روبرت كينيدي طَلَب مجموعة من الديمقراطيين المناهضين للحرب لتحدي جونسون في الانتخابات التمهيدية للديمقراطيين لعام 1968، دخل مكارثي السباق الرئاسي على برنامج مناهض للحرب. رغم أنه لم يُمنح في البداية سوى فرصة ضئيلة للفوز، إلا أن هجوم تيت حفّز المعارضة للحرب وانتهى مكارثي بحصوله على المركز الثاني في انتخابات نيو هامبشاير التمهيدية. بعد تلك الانتخابات الأولية، دخل كينيدي السباق وأعلن جونسون أنه لن يسعى لإعادة انتخابه. فاز كل من مكارثي وكينيدي بالعديد من الانتخابات التمهيدية قبل اغتيال كينيدي في يونيو 1968. اختار المؤتمر الوطني الديمقراطي لعام 1968 نائب الرئيس هوبير همفري، مرشّح جونسون المفضل، بمثابة مرشّح للرئاسة.
لم يسع مكارثي إلى إعادة انتخابه في انتخابات مجلس الشيوخ لعام 1970. وقد سعى إلى الحصول على ترشيح الحزب الديمقراطي للرئاسة في عام 1972، لكن أداؤه كان سيئًا في الانتخابات التمهيدية. التحق في عدة سباقات رئاسية أخرى بعد ذلك، لكنه لم يفز بمنصب آخر. خاض الانتخابات الرئاسية لعام 1976 كمرشّح مستقل وحصل على 0.9٪ من الأصوات الشعبية. كان المدّعي في قضية تمويل حملة تاريخية لباكلي ضد ڤاليو ودعم رونالد ريغان في الانتخابات الرئاسية عام 1980.

## حياته
تزعم مكارثي الحملة المتنامية داخل الولايات المتحدة لمعارضة الحرب التي راح ضحيتها الآلاف من الجنود الأمريكيين وتحدى الرئيس ليندون جونسون في الانتخابات الداخلية للحزب الديمقراطي لاختيار مرشح الحزب لخوض الانتخابات الرئاسية عام 1968.
ووسط الخلاف الذي نشب فيما بعد، قرر جونسون فجأة عدم ترشيح نفسه لولاية رئاسية ثانية.
وفاز في انتخابات ذلك العام الرئيس ريتشارد نيكسون، مرشح الحزب الجمهوري، الذي بدأ بعد فترة وجيزة من توليه زمام السلطة المفوضات التي أدت إلى إنهاء الحرب الفيتنامية.

## وفاته
توفي يوم السبت 10 ديسمبر 2005.

## روابط خارجية
- يوجين مكارثي على موقع الموسوعة البريطانية (الإنجليزية)
- يوجين مكارثي على موقع الموسوعة البريطانية (الإنجليزية)
- يوجين مكارثي على موقع مونزينجر (الألمانية)
- يوجين مكارثي على موقع إن إن دي بي (الإنجليزية)